# 武田勝賴
武田勝賴（日语：武田 勝頼）/ 諏訪勝賴（諏訪 勝頼），（1546年—1582年4月3日），為日本戰國時代至安土桃山時代的甲斐戰國大名。甲斐武田家第20代家督。
武田勝賴為武田信玄與其側室諏訪御料人所生，武田信玄的四男，最初繼嗣母家諏訪家，稱為諏訪四郎勝賴，及後領有信濃伊那谷高遠城，又被喚為伊奈勝賴。武田信玄曾替勝賴向足利義昭請求官位與偏諱的恩賞，但因織田信長的阻擾而未果。
信玄長男義信因謀反遭廢嫡病故，次男海野信親為盲人與三男信之早逝的因素，成為武田信玄選定的家督繼承人，在信玄辭世後繼承家督。

## 生平事蹟

### 早年
天文十年（1541年），信玄繼承家督後，不久即出兵討滅諏訪氏，當主諏訪賴重被幽禁於東光寺，最後自盡。
信玄為控制信濃國諏訪地方，遂納賴重之女諏訪御料人為妾，諏訪御料人生下勝賴，成年後以「諏訪（四郎）勝賴」之名繼嗣諏訪家。但因為武田勝賴後來是擔任高遠城城主，也有說法認為武田勝賴是繼承高遠諏訪氏。
武田信玄為了專注在北信濃地區對抗上杉謙信的軍勢，與領國西陲相鄰的織田信長締結「甲尾同盟」，並且許諾將來讓信長的養女遠山夫人嫁給勝賴的政治聯姻。
勝賴成年繼嗣諏訪家之後，先後隨武田家重臣秋山信友及馬場信房學習軍學及城務管理等事務。
永祿六年（1563年），首次在進攻上野國箕輪城參戰，在北武藏方面作戰中立下戰功。

### 義信事件與甲尾同盟
永祿八年（1565年），異母嫡兄義信聯合家臣飯富虎昌等密謀發動政變推翻父親信玄失敗後，參與政變的義信家臣大多遭處刑整肅，義信被幽禁在東光寺，於兩年後永祿十年（1567年）11月19日幽死。
同年11月，信玄與織田信長締結甲尾同盟，讓勝賴迎娶織田信長養女遠山夫人為正室達成政治聯姻同盟，爾後信玄藉著今川義元兵敗桶狹間之戰身亡後，今川家領國統治出現不穩固跡兆的遠州錯亂事件，毀棄與今川家締結的甲駿同盟，實現攻略駿河、遠江等領國的戰略規劃。

### 信勝出生與指定後繼者
永祿十年11月1日(1567年12月11日)，勝賴正室遠山夫人在高遠城生下長子武王丸(日後的信勝)，此外義信死後懸缺的武田家下代後繼者名位，因信玄次子信親視盲與已過繼海野家、三子信之早夭，信玄便有意指定栽培勝賴為下代武田家督後繼人。
元龜元年(1570年)，勝賴完成攻略花澤城後，隔年1571年，信玄讓勝賴叔父信廉代任高遠城城主，將勝賴召還甲府城，待在信玄側近學習熟練家督政略與軍略事務。
元龜二年9月16日(1571年10月4日)，勝賴正室遠山夫人病逝，死後法名「龍勝院殿花萼春榮禪定尼」，勝賴安排稻村清右衛門尉、富澤平三兩人依佛教禮法將遠山夫人遺骨扶葬於高野山成慶院供奉。

### 甲相再同盟與「西上作戰」
元龜二年(1571年)，武田信玄與繼任北條家家督的北條氏政達成和睦再度締結甲相同盟，並且接受時任幕府將軍的足利義昭所發起的對信長包圍網作戰同盟邀約，與信長政盟關係險惡敵對化，派遣秋山信友攻略東美濃方面領城。元龜三年(1572年)，武田信玄發動「西上作戰」，11月勝賴與武田信豐、穴山信君參與對德川家的遠江二俣城攻略，同年12月參與三方原會戰對戰德川、織田聯軍的作戰，並在此戰中挫敗以德川軍為主力的織田與德川聯軍。

### 繼任武田家家督
三方原之戰後，信玄在行軍途中病症惡化而撤軍甲斐，信玄預感自己命不久矣，遂將勝賴召回身邊，並向家臣宣告勝賴將以本陣代官(陣代)名義代行武田家督，在武田信玄病故後，勝賴成為武田家實質的當主。
勝賴在不久之後的幾次戰役中展現其優秀能力。天正二年（1574年）2月，武田軍佔領了織田軍美濃國明智城（明智城之戰），使原本來救援的織田六萬大軍退回岐阜。同年6月，勝賴率軍攻下德川軍的高天神城（今屬靜岡縣掛川市），是為第一次高天神城之戰。面對織田家與德川家兩方軍勢信賴先後展現出優異的軍事本領，織田信長在與上杉謙信的書信中也稱讚武田勝賴「武勇更勝信玄」。

### 長篠之戰
天正元年（1573年）8月，原武田家臣長篠城主奧平貞能、貞昌父子再度向德川家康投誠。天正三年（1575年）4月，勝賴以討伐叛臣名義出兵長篠城，武田軍以優勢兵力團團包圍長篠城，但由於奧平父子善戰且踞城而守，武田軍未能陷落長篠城，作戰途中武田軍擄獲向德川家康求援之後返還的奧平家臣鳥居強右衛門，勝賴脅迫他向守軍告知「援軍不會到達的了，你們開城門投降吧！」以減低守軍士氣，不料強右衛門表面上答應，一到城前即向守軍告知援軍將至消息，武田軍忿而將他刺死，此舉亦令守軍堅守意志更甚。
另一方面，織田、德川聯軍數日後來到離長篠城不遠處的設樂原，與武田軍隔川相望，織、德聯軍駐紮並開始構築野地防禦陣地，包括在河川兩岸建立人工斜面、掘構長溝土壘、設置防馬柵，以應對武田軍騎馬隊。武田側應織田援軍到來召開軍事會議，會中幾位重臣因織田信長親自上陣而主張撤軍，只是會議最後勝賴仍決定出戰。
勝賴及武田家臣們原本打算先攻下長篠城之後，以長篠城為據點，再與織、德聯軍決戰。不料，負責駐防在鳶巢山制高監視敵軍勢動向的守軍遭到德川家臣酒井忠次率領三千兵急襲，主將三枝守友及河窪信實等武將在姥ヶ懐砦戰死。獲知鳶巢山失守的勝賴與武田家臣因退路失守，決定與駐防在設樂原的織、德聯軍決一死戰。

### 設樂原決戰
5月21日早時，勝賴與武田軍將軍隊移駐以天王山為中心，佈陣在與織田德川聯軍隔川對面，並且發動猛攻，武田軍在諸將輪番猛攻之下，曾有兩度差點突破防馬柵殺進織田信長所在的本陣地，戰鬥過程大約持續約8小時才結束。
武田方進攻策略，由馬場信房（信春）、一条信龍、真田信綱、昌輝等擔任武田右翼牽制羽柴秀吉為主之部隊，山縣昌景、內藤昌豐、原昌胤擔任武田左翼牽制德川家康為主之部隊，中路前翼以武田信廉、武田信豐、穴山信君、小幡憲重（重貞）、小幡信貞等對峙瀧川一益、織田信忠為主之部隊。
武田在進攻時，右翼方面的馬場、一条牽制羽柴部隊，讓真田信綱、昌輝等人趁隙帶隊衝鋒織德左側防線，右翼方面的山縣昌景在內藤昌豐等人掩護之下，率領武田赤備隊數度衝鋒鑿戰織德右側防線。
但在此戰中，織田、德川的聯軍巧妙利用火繩槍、防馬柵、足輕隊、母衣眾以及地勢、兵力數量上的優勢，抵禦武田軍的數波攻勢，並且在武田軍進攻主力赤備隊遭到重挫、赤備主將山縣昌景陣亡後，趁機反攻直擊勝賴本陣的中路防線，迫使原本擔負中路防禦的武田信廉、穴山梅雪等人不敵敗退。
勝賴雖動身中路防線指揮抵禦，但形式險惡之下迫使左右翼的馬場、內藤等人後徹救援武田本陣，而羽柴、德川部隊也趁機動員直撲武田本陣，勝賴在馬場、內藤等人即時商議後下達總撤退決定，由內藤昌豐、馬昌信房先後擔綱第一道、第二道殿後戰主將，掩護武田殘軍與勝賴等撤退，內藤昌豐、馬場信房等將領殿後阻止織德聯軍追擊中戰死陣亡。
此戰據傳武田軍死傷達一萬餘人，陣中大將山縣昌景、馬場信春、內藤昌豐、原昌胤、真田信綱、土屋昌次與小幡信貞等盡皆戰死，武田家受到慘重的打擊。

### 重振武田領國
長篠之戰結束不久，織田信長與德川家康相約分道襲擊武田領國，德川軍從東海道進攻遠江，織田軍從東山道進攻東美濃，駐防東美濃岩村城的秋山信友，遭到織田信忠領軍及前來督戰信長的織田軍團包圍，勝賴與武田軍主力正在應戰德川軍難以適時分兵馳援，勝賴命鄰近的木曾義昌先行馳援岩村城，但木曾義昌以軍資不足延遲出兵，秋山信友見援軍遲遲未至，向織田軍請降，但信長痛恨武田家反覆背信，將包括秋山信友及叔母織田艷等武田家降將一併處死（岩村城之戰）。
經過長筱·設樂原會戰的挫敗，勝賴有感於軍備與經濟有其改革之必要；開始對領國進行檢地政策、向京都商人添購大批新式鐵炮充實軍備、提拔次代家臣，著手改善與上杉謙信之關係，並與關東諸勢力包括佐竹氏、里見氏展開外交關係。雖然武田家於此役損失許多重要將領與兵力，但此時的武田家整體國力仍未至衰弱地步。

### 御館之亂與甲越相同盟破滅
外交戰略方面，勝賴拒絕了織田家遣使請和聯攻上杉家的邀約，藉由原將軍足利義昭的調停，與上杉謙信結盟合抗織田家再度組成反信長包圍網局勢，採納高坂昌信建議，迎娶北条氏政之妹、相模夫人為繼室，嘗試結成「甲越相同盟」的政略婚姻以利穩定東邊。
天正五年（1577年），北条家當主・北条氏政自從奉父氏康之遺命與上杉斷交改與武田同盟後，不斷進攻關東豪族領主的領地，原本以武田為靠山的關東諸豪族只能改向上杉謙信求援，但此時的上杉忙於攻略越中，根本分身乏術，北条家與上杉家因為關東領國糾紛關係陷入險惡狀態，此時的「甲越相同盟」外交根本就不可能實現。
天正六年（1578年）3月，上杉謙信病故。上杉家爆發御館之亂，上杉景勝與上杉景虎（北条氏政之弟，過繼予上杉謙信）兩派為家督之爭而對峙，勝賴以受到北条家之請託幫助景虎為由介入調停上杉家家督之爭。勝賴本意想景勝派與景虎派兩方能夠和睦，於是遣兵以軍事威脅方式迫使兩方和談，在一番交涉談判後，終於在8月19日達成和談協議，以景勝收養景虎之子道滿丸為嗣子做為和談條件之一而停止對峙。然而此時傳來德川軍進犯的消息，勝賴確認雙方和談後，於8月27日撤軍返回甲府防備德川軍，在武田家撤軍不久，景勝派與景虎派的家臣武士破壞和談再度交戰，上杉景虎、上杉憲政及道滿丸等先後遭到殺害，御館之亂最終以景勝派一方勝出落幕。北条家得知噩耗，認為勝賴先前作為偏袒景勝一方，將景虎之死怪罪於勝賴而反目。
北条家當時派軍欲助景虎，但在上野與越後的交界處受阻，而身為同盟的武田家出兵2萬，卻未援助景虎，事後武田家也確實收下了景勝所給的黃金與數座城作為調停的回報，甚至與景勝結為姻親，最後『甲相越三國同盟』的可能就此破局。北条怒於武田的背信，甲相同盟破滅，北条家改與織田、德川家結盟，而上杉家在御館之亂後國力大幅衰退，更致命的是事後分賞問題引發了新發田重家之亂。見此良機，柴田勝家大舉進攻越州，柴田勝家與新發田重家的雙重戰線，使上杉家進入近乎滅亡的巨大危機。以致後來的甲州征伐，勝賴根本沒能從上杉家得到任何幫助，上杉家頂多派出兩千兵力就已是非常勉強；武田家更面臨被織田家、德川家、北条家三面勢力包圍的局勢。

### 甲江和與的探索及破滅
面對遭受三方包圍的劣勢，勝賴以與上杉家及常陸的佐竹家締結「甲越佐同盟」因應，派遣真田昌幸將兵防衛上野方面的北条軍，以曾根昌世為主將防禦伊豆方面的北条軍，令駿河水軍反擊侵攻而來的北条家水軍，並予以重挫，數度壓制北条家軍勢，擴大對上野國北部與伊豆國西部等領地的控制。
此外，勝賴透過佐竹家，設法與織田信長談和，並且釋放原本在武田家當質子的信長之子勝長做為談和善意，但信長已決定討滅武田家，不願與之談和。

### 高天神城失守　威望失信
第二次高天神城之戰，德川家康遣兵包圍高天神城，武田守將岡部元信籠城孤守，此時勝賴正在領兵全力對付北条家軍勢，難以分兵馳援高天神城，岡部元信體諒勝賴難處，遣橫田尹松（橫田康景之子）突圍向勝賴密信告知放棄馳援高天神城的打算及自身準備向德川家開城請降的事宜，勝賴閱過書信後認同岡部元信的請議。
此後岡部元信遣使書信向德川家康請降，德川家康將高天神城守將請降的事情遣信告知織田信長，信長閱過書信後向家康回覆說明接受高天神城請降雖能使遠江一國安定，但若是拒絕請降將高天神城猛攻使守將奮戰至死，能使勝賴背負見棄友軍不肯馳援的負面罵名，屆時就能在兩、三年內全面攻入武田家領國腹地，家康同意信長的提議，拒絕了高天神城守將的請降，全面猛攻高天神城至武田家守城將士奮戰而亡。
勝賴因為未能遣軍援救被德川家包圍攻擊的守將岡部元信及麾下守城武士，使其任由遭德川軍圍攻戰死，織田家藉由這一既成事實來宣傳勝賴對「高天神城見死不救」及「岡部元信抵死不降」的負面情報，在武田領內國人留下負面認知印象被認為是促成武田家覆亡關鍵，潛在打擊家臣將士及國人眾對勝賴領導威信的信心。

### 家臣叛逃　武田衰亡
而武田勝賴接受穴山信君建議，命真田昌幸著手建築新府城，以利發展經濟及軍事戰略，期間以築新府城為名向領地內新徵賦稅，導致武田家的大將木曾義昌因負擔不起稅賦，也叛離武田勝賴。
武田勝賴得知木曾義昌的叛離相當震怒，依法度將留在甲州為質的木曾家親屬處死，武田勝賴為討伐木曾義昌而再度舉兵，遣令武田信豐領兵先鋒向木曾義昌的居城福島城進軍，並於木曾谷（鳥居峠）地方與木曾家部隊鏖戰，武田勝賴徵調約2萬兵力本隊蓄勢準備隨後赴援作戰，木曾義昌為了能對抗武田家的軍勢而向織田家求援。
天正10年（1582年）信長藉此機會向朝廷徵求將武田家指為朝敵的大義征討令，下達甲府討伐令，織田德川木曾北條等總勢17萬餘兵力同時分路向武田家領國發動進攻。
同年2月，此時遭逢氣候異常降下大雪影響武田軍先鋒軍隊的作戰能力，遲遲未能攻克木曾家軍隊，最終武田軍先鋒軍隊在鳥居峠之戰中遭到趕來赴援的織田軍重創幾乎殲滅挫敗，武田信豐狼狽撤退，得知先鋒軍隊潰滅噩耗的武田勝賴與本隊家臣正在商討如何因應織田家進攻軍隊時，獲知原本應當防備德川家進攻駿河的主將穴山信君已經叛降於德川家消息，更令武田家本隊家臣與兵員軍心動搖渙散，開始出現士兵與將領潰散叛逃情形，而前線守城將士也在軍心動搖之下對織田家與德川家進攻南信軍隊紛紛出現不戰而逃或獻城投降情形。
面臨這樣的險惡劣勢，勝賴與繼續留在本隊的家臣決定先撤退到新府城商議後勢對策，勝賴遣令要求駐守高遠城的異母弟仁科盛信隨行撤退，盛信以殿後抵擋織田家與德川家軍力爭取撤退時間為由拒絕撤退，此後盛信與高遠城守城將士在遭遇織田軍主力包圍猛攻的情況下奮戰至死。

### 命隕「天目山」

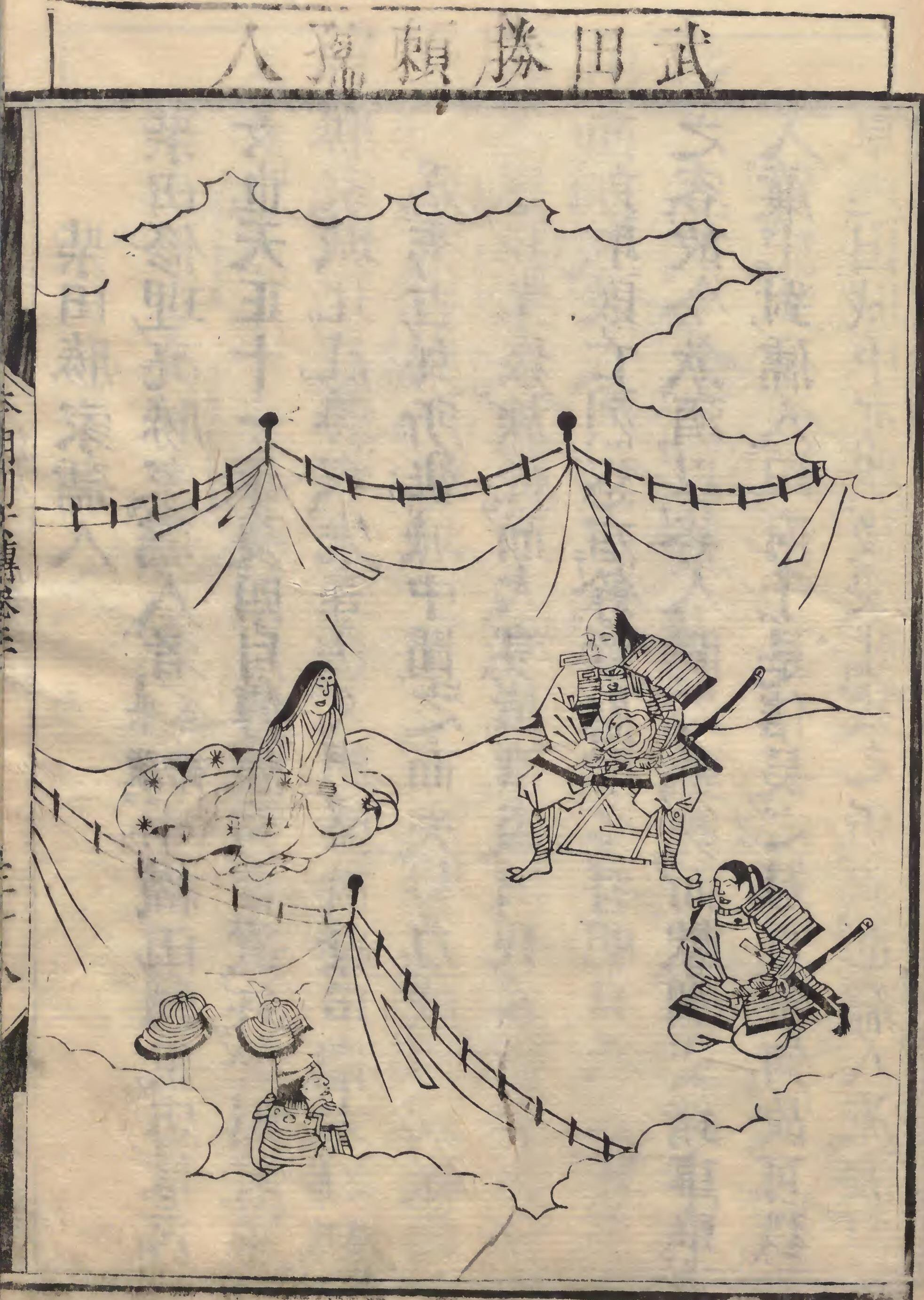
武田勝賴的繼室北条夫人亦死於天目山之戰

勝賴知悉南信濃武田軍力潰滅後決定棄守新府城逃亡，軍議時真田昌幸曾致信勸勝賴逃往北信上州方面的「岩櫃城」以抗織田軍，最後武田勝賴卻決定逃往武田家宿老小山田信茂的居城「岩殿山城」，不料由於小山田信茂的陣前倒戈，使得勝賴與嫡男武田信勝及家臣武士等殘餘48人（據說餘半是婦孺）走投無路逃往天目山，並在此與武田信勝、土屋昌恒等殘餘武士於天目山之戰抵抗瀧川一益3000人的包圍，明白勢寡難敵，便在供奉先祖武田信滿的棲雲寺與北條夫人自盡，得年37歲，甲斐武田家勢力也就此滅亡，勝賴與信勝父子的首級由長谷川宗仁送往京都的一條大路通道上梟首展示。

### 近代觀點總結
武田家的軍事實力的強盛，主要奠定在信玄在確立甲州法度後，出色安定治理甲斐、信濃、西上野等以東山道商貿經濟，令信玄有足夠資本建構武田軍團向上杉謙信、北条氏康等諸多戰國大名爭衡，到後來武力攻佔今川家的遠江、駿河與向西攻略東美濃、奧三河(三河國北面)等，令信玄時期的武田勢力遍及甲斐、信濃、西上野、東美濃、北遠江、駿河、奧三河，然而受限領國地緣限制，武田家要維持其強大軍力所需的軍需物資(如鐵砲、具足、戰馬、食鹽、鐵礦、硝石等)大多需要向外進口，但除了駿河、遠江等近海領地有著富庶商業經貿，僅憑東山道、東海道商貿通路，能供應維持軍力所需的產業經濟土地與人力相當有限，周圍有織田家、德川家、北條家、上杉家等群雄環伺影響武田領地周圍經貿進出的維持。
信玄執掌時期，效仿孫子兵法的軍政學理，以賞罰分明制度有效凝聚家臣與家主奉公關係的穩固，但是武田家麾下亦有不少本來是自主性相當獨立的地方領主(例如木曾家、穴山家)，若無相應高價報酬(如領土或聯姻締親)來安撫作為回報，往往也會以不滿恩賞不足為由不服從主家的行為，信玄在世時尚能以其自身威望與手腕穩住這些地方領主，而勝賴接班後，勝賴缺乏能以聯姻或恩奉等政治資本來穩固這些地方領主的忠誠向心，令勝賴為調略家臣之間的政略關係上有捉襟見肘的難題。

武田家臣團對外戰略傾向機會主義的功利導向，追求近眼戰果利益，欠缺貫徹一致的長遠戰略佈局與經營政策等基礎構想，使得武田家發展前期看似強盛，但到了後期因內耗與供需失衡及惡劣的外交信譽而勢力難以為繼。
然而勝賴在執掌武田家權務期間並非未做努力。自長篠之戰後，勝賴致力發展領內經濟及拓展外交政策，添購如鐵砲等新式軍備，收攬商人為家臣以利掌握商業發展。但長篠之戰後勝賴威望下降，難以壓抑家臣的意見，而家臣仍保持信玄時代的觀念，即實利重於外交信譽。由御館之亂的決定可知，此時的局勢與信玄時代的局勢完全不同，這樣的外交做法使得一切努力都歸於失敗。最終經「甲州征伐」，完全可以得證：面對織田、德川、北條三面共17萬的大聯軍，武田家兵力均被釘死而分散各地，無法集中成能反擊之力；上杉家亦自顧不暇，僅能勉強出2千兵；佐竹家也沒有足夠能夠拖住北條軍向武田家進攻的力量。重實利輕外交信譽的惡果完全顯現：武田軍慘敗給以織田家為首的征伐聯軍，以及武田家重要家臣眼見戰事無望的陸續叛逃。身為甲斐名門的武田家竟落得只一個月就徹底滅亡，並不是勝賴不夠努力，他也盡了很多的力量，但是時代已經不一樣了。過去或可忽略的缺點，到了這時卻已然成為快速滅亡的原因。

## 辭世句
|  | 朦朧之月被雲遮蔽，雲逐漸散開，終於月落西山。 |

## 逸聞
受到文學創作影響，武田勝賴是有蠻勇之人，作戰時常常親陷戰陣，但也因此將自己周邊成為戰場。而武田勝賴不斷地擴大領土，使武田家領土較信玄時代更為廣大，也因此不斷地與穩重的老臣們有激烈的衝突。
在一般通說裡，採用《甲陽軍鑑》的記載，武田信玄死後將家督之位傳給武田勝賴之子武田信勝，武田勝賴為陣代，秘不發喪三年，由勝賴代為行事。但之後的《当代記》雖然承認有秘不發喪一事但質疑陣代之說，並記載勝賴繼承家督。《甲斐國志・卷九十四‧人物誌三》則是認為秘不發喪與陣代說均不合常理，亦記載勝賴繼承家督。《甲斐志料集成・甲陽傳記》與《甲陽國歷代譜》則採用家督說。《显如上人御书札案留》也收錄本願寺顯如恭賀武田勝賴繼承家督的書信，《高野山文書》裡也有武田勝賴為繼承家督奉獻的文書。
以現有文獻考證推測，信玄顧慮勝賴開始進入接班栽培歷練不夠長久，對部份武田家臣尚未建構穩定互信的主從信賴基礎，藉由以隔代指定信勝為未來武田家督繼承人形式，宣示武田家臣接受服從勝賴以代行武田家督名義，維繫家臣與勝賴之間領導從屬關係，冀望勝賴能夠在接任武田家督期間逐步穩固武田家的主從信任基礎。
有說法指稱信玄病歿遺言交代「死後三年不對外征戰」，但實際上信玄死後織田家與德川家便不時侵擾武田家領地，在隨時遭遇外敵襲擊的情況，要做到三年內不對外征戰的固守方式並不容易，反而更可能被領內國人家臣質疑勝賴是個軟弱的當主的負面印象，提前引起家臣叛離與內訌效應，面臨此種情況勝賴除了對外征戰以示威信與凝聚武田家領導向心力之外別無他法。

## 評價
織田信長對勝賴評價：
信玄剛病逝時，信長認為勝賴無力繼承。但是跟勝賴交手一年之後，對謙信的書信則給予勝賴「雖為年輕輩不可輕視」的高評價。長篠之戰後的書信則稱「武田精銳均已潰散，勝賴已不足為懼。」至於天目山之後，三河物語的紀錄則是「日本國內首屈一指的武將，只可惜時運不濟。」由此可見，其才能並不下於父親信玄。

## 登場作品
小說
- 武田勝賴（新人物往来社、新田次郎（日语：新田次郎）著）
- 武田勝賴 與宿命持續鬥爭的年輕勇將（PHP研究所、立石優（日语：立石優）著）
- 武田家滅亡（角川書店、伊東潤（日语：伊東潤）著）
- 武田勝賴 花之歳月（河出書房新社、江宮隆之（日语：江宮隆之）著）

電視劇
- 德川家康（1964年、NET、演：服部哲治）
- 太閤記（日语：太閤記 (NHK大河ドラマ)）（1965年、NHK大河劇、演：渡邊文雄（日语：渡辺文雄 (俳優)））
- 天與地（1969年、NHK大河劇、演：中村學 → 小川吉信）
- 風林火山（1969年、東寶、演：中村勘九郎）
- 國盜物語（日语：国盗り物語 (NHK大河ドラマ)）（1973年、NHK大河劇、演：石山律（日语：石山輝夫））
- 新書太閤記（日语：新書太閤記#新書太閤記（NETテレビ））（1973年、NET、演：江原真二郎）
- 戰國自衛隊（1979年、東寶、演：真田廣之）
- 影武者（1980年、東寶、演：萩原健一）
- 德川家康（1983年、NHK大河劇、演：藤堂新二）
- 真田太平記（日语：真田太平記 (テレビドラマ)）（1985年、NHK、演：宏滋晃）
- 女人風林火山（日语：おんな風林火山）（1986年、TBS、演：美木良介）
- 武田信玄（1988年、NHK大河劇、演：真木藏人（日语：真木蔵人））
- 武田信玄（日语：武田信玄 (1991年のテレビドラマ)）（1991年、TBS、演：武藤洋行）
- 信長KING OF ZIPANGU（1992年、NHK大河劇、演：黑田隆哉）
- 德川家康 戰國最後的勝利者（1992年、ANB、演：丹波義隆）
- 風林火山（日语：風林火山 (1992年のテレビドラマ)）（1992年、NTV、演：藤田哲也（日语：藤田哲也 (俳優)））
- 織田信長（日语：織田信長 (1994年のテレビドラマ)）（1994年、TX、演：三浦浩一）
- 風林火山（日语：風林火山 (2006年のテレビドラマ)）（2006年、EX、演：有岡大貴）
- 風林火山（2007年、NHK大河劇、演：池松壯亮）
- 天地人（2009年、NHK大河劇、演：市川笑也（日语：市川笑也 (2代目)））
- 江~公主們的戰國~（2011年、NHK大河劇、演：久松信美）
- 女信長（2013年、CX、演：太田雅之（日语：太田雅之 (俳優)））
- 信長的主廚（2014年、EX、演：賀來賢人）
- 真田丸（2016年、NHK大河劇、演：平岳大）
- 女城主 直虎（2017年、NHK大河劇、演：奥野瑛太）
- 信虎 信玄陣殁！國主的歸還（日语：信虎 信玄陣没!国主の帰還）（2021年、Miyaobi Pictures、演：荒井敦史（日语：荒井敦史））
- 怎麼辦家康（2023年、NHK大河劇、演：真榮田鄉敦）

舞台
- 風林火山之旗下（2017年、築地本願寺Buddhist Hall、演：野口大輔（日语：野口大輔 (俳優)））

## 腳注
1. ↑  原文：